# Manulea rhodantha
Manulea rhodantha är en flenörtsväxtart. Manulea rhodantha ingår i släktet Manulea och familjen flenörtsväxter.

## Underarter
Arten delas in i följande underarter:
- M. r. aurantiaca
- M. r. rhodantha